# Batik Air Malaysia
Batik Air Malaysia est une compagnie aérienne de Malaisie, basée à Petaling Jaya. C'est une coentreprise entre la « National Aerospace and Defence Industries (NADI) » (51 %) de Malaisie et Lion Air d'Indonésie (49 %). Le nom Malindo est issu du nom de ces deux pays: Malaisie et Indonésie. Malindo Air a commencé son activité dès mi-mars 2013 avec des vols intérieurs,.

## Histoire

### Contexte
L'arrivée d'AirAsia depuis la Malaisie sur le territoire de Lion Air a encouragé la compagnie aérienne indonésienne à pénétrer le marché malaisien via une filiale. Indonesia AirAsia, une filiale d'Air Asia, tenta de racheter la compagnie Batavia Air pour s'installer en Indonésie, mais l'accord n'aboutit pas, et donna lieu à une concurrence acharnée entre Lion Air, la compagnie à bas prix la plus importante d'Indonésie, et AirAsia.[réf. nécessaire]
Selon Malindo Air, un total de 50 000 passagers a voyagé sur cette compagnie depuis le 9 mai 2013.

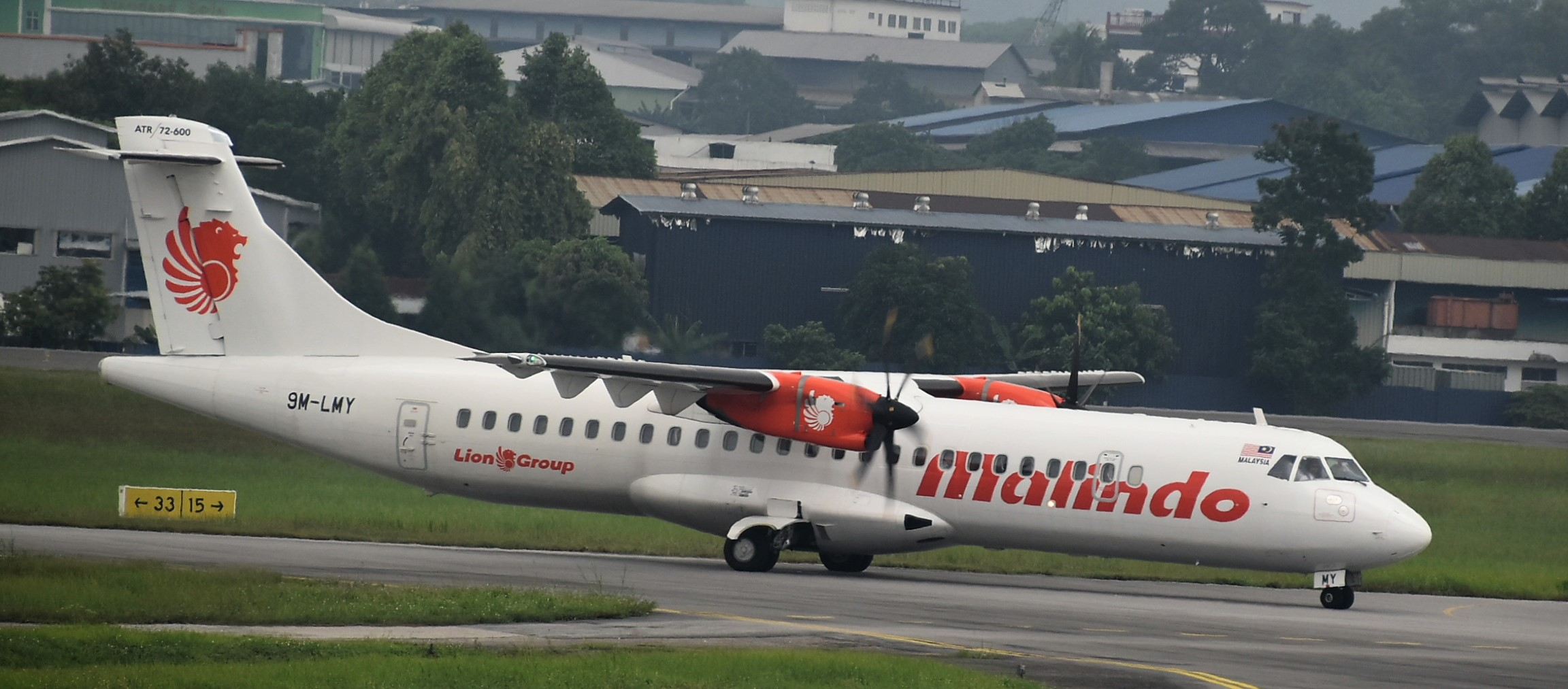
Un ATR 72-600

## Flotte
En octobre 2020, la flotte de Malindo Air est la suivante:

## Liens Externes
- Malindo Air